# Domenico Cavalca
Domenico Cavalca (Vicopisano, 1270 circa – Pisa, 1342) è stato uno scrittore e religioso italiano, appartenente all'Ordine dei Frati Predicatori.
Uomo di santi costumi, scrisse opere di argomento religioso o ascetico, in parte originali, in parte tradotte dal latino; inoltre fu docente di teologia a Pisa.
Si dedicò all'educazione morale delle donne e, nel 1342, poco prima della sua morte, fondò il convento di Santa Marta a Pisa.

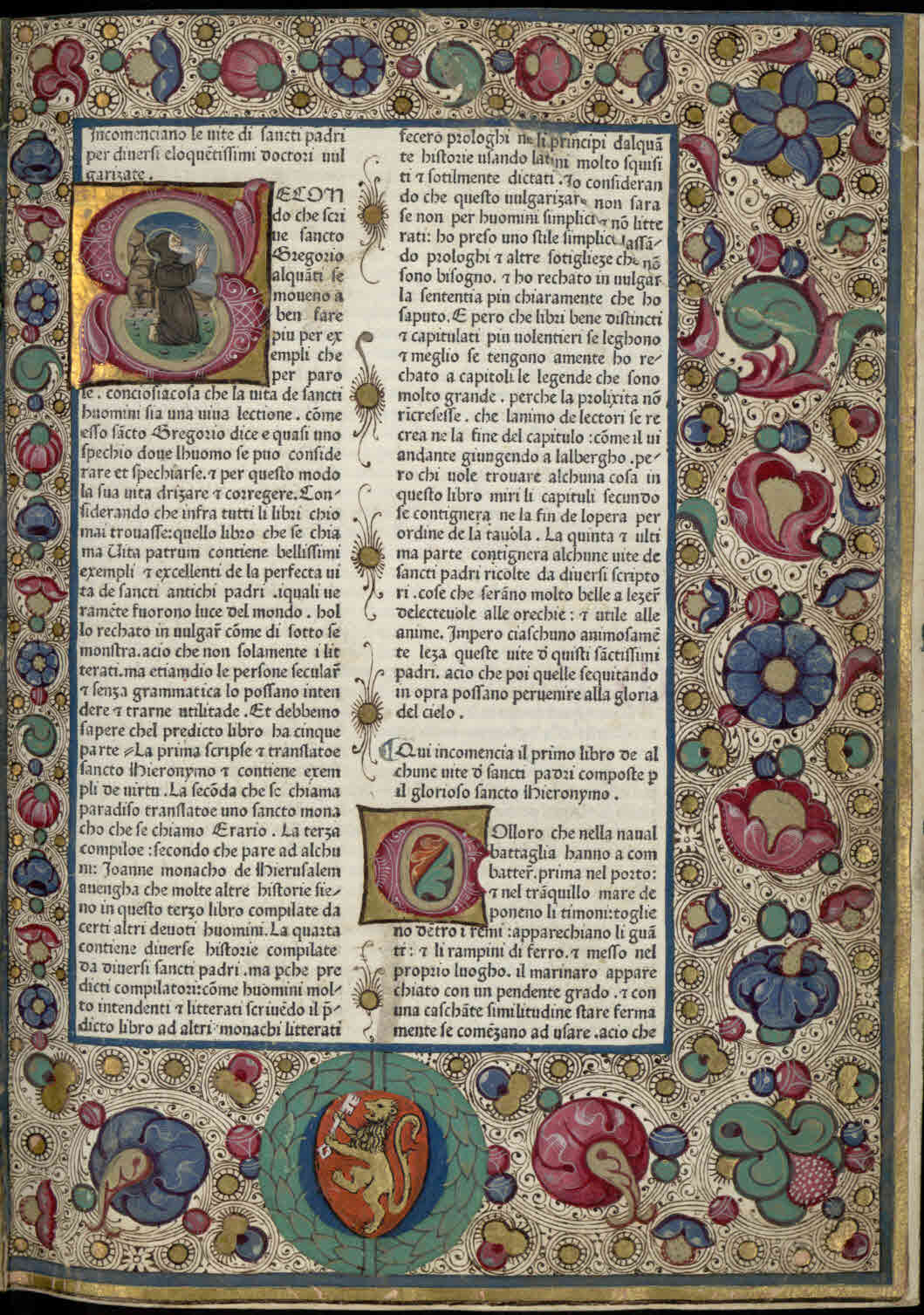
Vite de' santi padri, 1474

Il busto in marmo è conservato nella Pieve di Vico Pisano (Pisa)

## Opere
Tra le sue opere si trovano: il volgarizzamento delle Vite de' santi padri, con molti aneddoti; l'Esposizione del Simbolo degli Apostoli; la  Disciplina degli spirituali;  il volgarizzamento di Specchio della croce che riscosse grande successo all'epoca; Mondizia del cuore; Pungilingua, dove inserì dei sonetti, laude e sirventesi; alcuni trattati morali, vicini alle Summae virtutum ac vitiorum del Trecento (Il trattato della trenta stoltizie).
Nelle Vite de' santi padri vi sono, tra gli altri, i saggi: Divina pace tra' pagani e i cristiani; Di Eulogio, che prese a servire un lebbroso molto orribile; e d'una visione di sant'Antonio; Come una monaca s'annegò, e un'altra s'impiccò; Abraam richiama a penitenza la sua nipote Maria; la quale, fuggita per disperazione dal deserto, era entrata in un albergo e vi tenea mala vita.
Fra le Vite de' santi si legge: Come Eufragia si fece monaca; Morte di Eufragia; San Giovanni Battista va per sempre nel deserto; Lamento della madre d'Eugenia (figliuola del Prefetto d'Alessandria) fuggita occultamente di casa per farsi monaca.
Fra i primi editori delle opere del Cavalca va citato lo stampatore Francesco Marcolini da Forlì, che pubblicò la Disciplina degli spirituali e le Battaglie spirituali nel 1537; e la Disciplina degli spirituali e le trenta stoltitie nel 1557.

### Edizioni antiche
- Pungi lingua, Roma, Giovanni Filippo de Lignamine, 1472.
- Vite de' santi padri, Venezia, Gabriele di Pietro, 1474.
- Specchio di croce, Venezia, Guerinus, 1476.
- Della pazienza, Milano, Ulrich Scinzezeler, 1480.
- Disciplina degli spirituali, Firenze, Antonio Miscomini, 1485.
- Esposizione del Credo, Venezia, Pellegrino Pasquali, 1489.
- Frutti della lingua, Firenze, Bartolomeo de' Libri, 1494.

### Edizioni moderne
- Le vite de' santi padri, a cura di Carmelina Naselli, Torino, UTET, 1926;
- Lo specchio della croce, testo originale e versione in italiano corrente a cura di P. Tito Sante Centi, Bologna, ESD, 1992, ISBN 9788870941043;
- Vite dei santi padri, edizione critica a cura di Carlo Delcorno, Firenze, Edizioni del galluzzo - Fondazione Elio Franceschini, 2009;
- Specchio de' peccati, edizione critica a cura di Mauro Zanchetta, Franco Cesati editore, 2015, ISBN 978-88-7667-532-4;
- Volgarizzamento degli Atti degli apostoli, edizione critica a cura di Attilio Cicchella, Firenze, Accademia della Crusca, 2019.